# Dry Run (Ohio)
Dry Run es un lugar designado por el censo ubicado en el condado de Hamilton en el estado estadounidense de Ohio. En el Censo de 2010 tenía una población de 7281 habitantes y una densidad poblacional de 600,69 personas por km².

## Geografía
Dry Run se encuentra ubicado en las coordenadas 39°6′17″N 84°19′52″O / 39.10472, -84.33111. Según la Oficina del Censo de los Estados Unidos, Dry Run tiene una superficie total de 12.12 km², de la cual 12.1 km² corresponden a tierra firme y (0.19%) 0.02 km² es agua.

## Demografía
Según el censo de 2010, había 7281 personas residiendo en Dry Run. La densidad de población era de 600,69 hab./km². De los 7281 habitantes, Dry Run estaba compuesto por el 93.81% blancos, el 0.91% eran afroamericanos, el 0.11% eran amerindios, el 3.16% eran asiáticos, el 0% eran isleños del Pacífico, el 0.33% eran de otras razas y el 1.69% pertenecían a dos o más razas. Del total de la población el 1.84% eran hispanos o latinos de cualquier raza.